# Mark McGwire

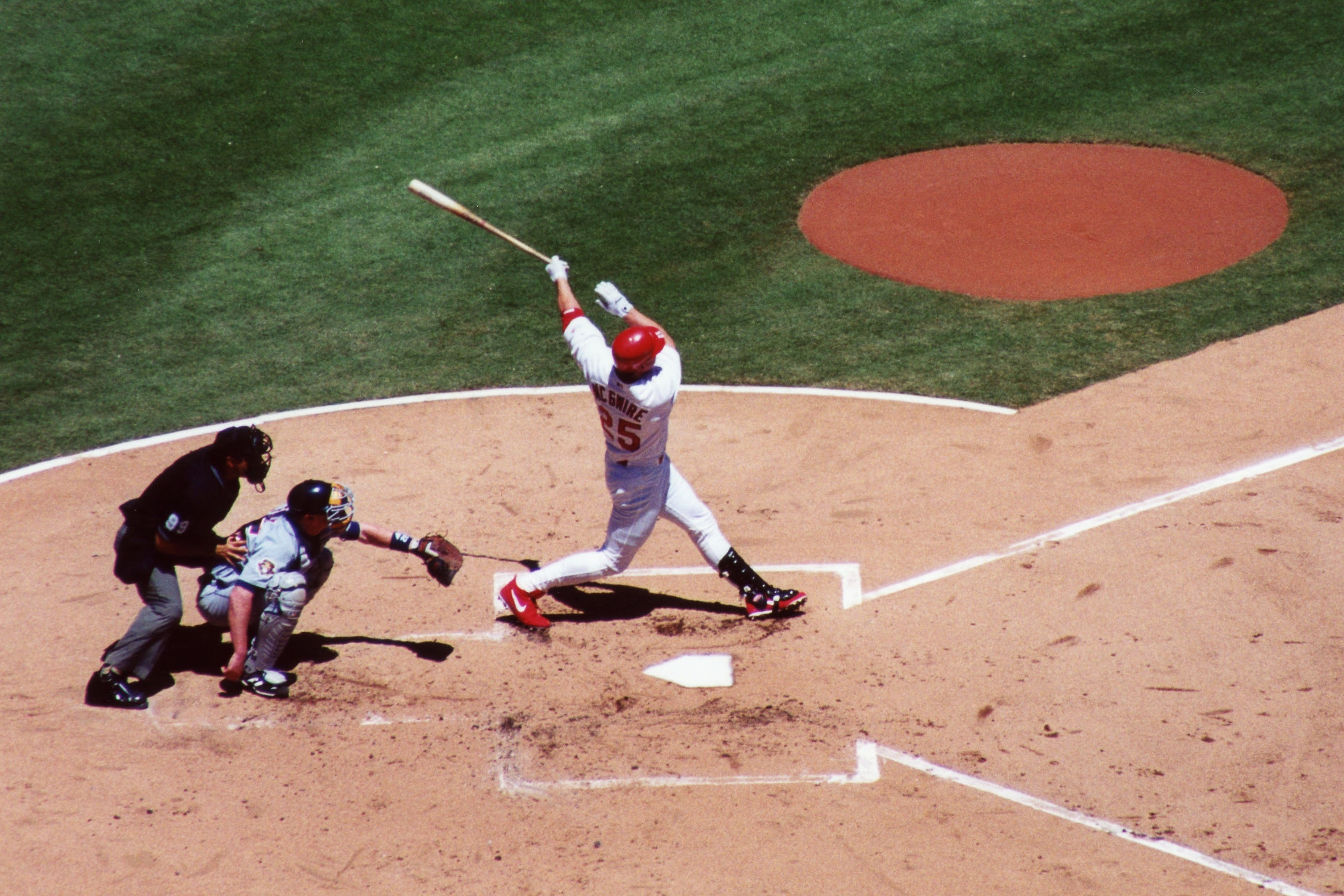
Mark McGwire em 2001

Mark David McGwire (1 de outubro de 1963, Pomona, Califórnia) é um ex-jogador profissional de beisebol norte-americano, tendo atuado de 1986 a 2001. Se tornou famoso por quebrar a marca de home runs em uma única temporada, pontuando 65 vezes, quebrando o recorde anterior que pertencia a Roger Maris, com a marca de 61 rebatidas para fora do campo.

## Carreira
Mark McGwire foi campeão da World Series 1989 jogando pelo Oakland Athletics. Na série de partidas decisiva, sua equipe venceu o San Francisco Giants por 4 jogos a 0. Juntamente com José Canseco, jogando pelo Oakland A's, tornaram-se os conhecidos "Bash Brothers, até a ida de Canseco para o Texas Rangers, em 1992, tendo formado no time da Califórnia uma das grandes equipes dos anos 90.
Em 1992, após duas fracas temporadas pelo Oakland, Mark McGwire ressurge para o baseball alcançando marcas médias de rebatidas em 0.268 e colocando 42 home runs nas suas estatísticas, recolocando seu nome nos mais altos patamares do baseball. Em 1997, transferiu-se para o Saint Louis Cardinals, onde alcançaria a glória máxima e seu recorde, pontuando 58 home runs na temporada de 1997.
Em 1998, Sammy Sosa, Ken Griffey Jr. e McGwire fizeram uma corrida contra o recorde estabelecido por Roger Maris de maior número de home runs em uma temporada. No jogo contra o Chicago Cubs, de Sammy Sosa, McGwire rebateu seu sexagésimo segundo home run daquela temporada, sagrando-se como novo recordista de rebatidas, superando Maris. O jogo foi inclusive assistido pela família de Maris na ocasião. Apesar da quebra de recorde, o time de Sosa sagrou-se campeão daquela temporada, tendo Sosa recebido o prêmio de MVP da Major League Baseball.

## Polêmicas
Em 1998, McGwire confessou em entrevista para a Sports Illustrated ter usado a substancia anabolizante Androstenedione, substancia que era proibida pela National Football League e pelo Comité Olímpico Internacional. A substancia seria proibida pela Major League Baseball somente em 2004. Em 2005, juntamente com mais 11 atletas, foi chamado a depor no centro de Atividades Não-Americanas (órgão que atuou fortemente no período do Macartismo), tendo sido coagido pelos seus advogados e não responder propriamente e de forma direta as perguntas do Comitê, observando que isso poderia destruir sua carreira e sua imagem como figura pública.

Em 2010, admitiu pela primeira vez ter usado esteroides anabolizantes e diz se arrepender. "I wish I had never touched steroids. It was foolish and it was a mistake. I truly apologize. Looking back, I wish I had never played during the steroid era."